# Jan van Ierland
Jan van Ierland (6 de mayo de 1936 – 5 de mayo de 1965) fue un deportista neerlandés que compitió en judo. Ganó cinco medallas en el Campeonato Europeo de Judo entre los años 1958 y 1962.

## Palmarés internacional
| Campeonato Europeo | Campeonato Europeo | Campeonato Europeo | Campeonato Europeo |
| Año                | Lugar              | Medalla            | Categoría          |
| ------------------ | ------------------ | ------------------ | ------------------ |
| 1958               | Barcelona (España) | Medalla de bronce  | Abierta            |
| 1958               | Barcelona (España) | Medalla de bronce  | 1.er dan           |
| 1961               | Milán (Italia)     | Medalla de oro     | 2.º dan            |
| 1962               | Essen (RFA)        | Medalla de plata   | 3.er dan (A)       |
| 1962               | Essen (RFA)        | Medalla de bronce  | Abierta (A)        |